# Ертаул

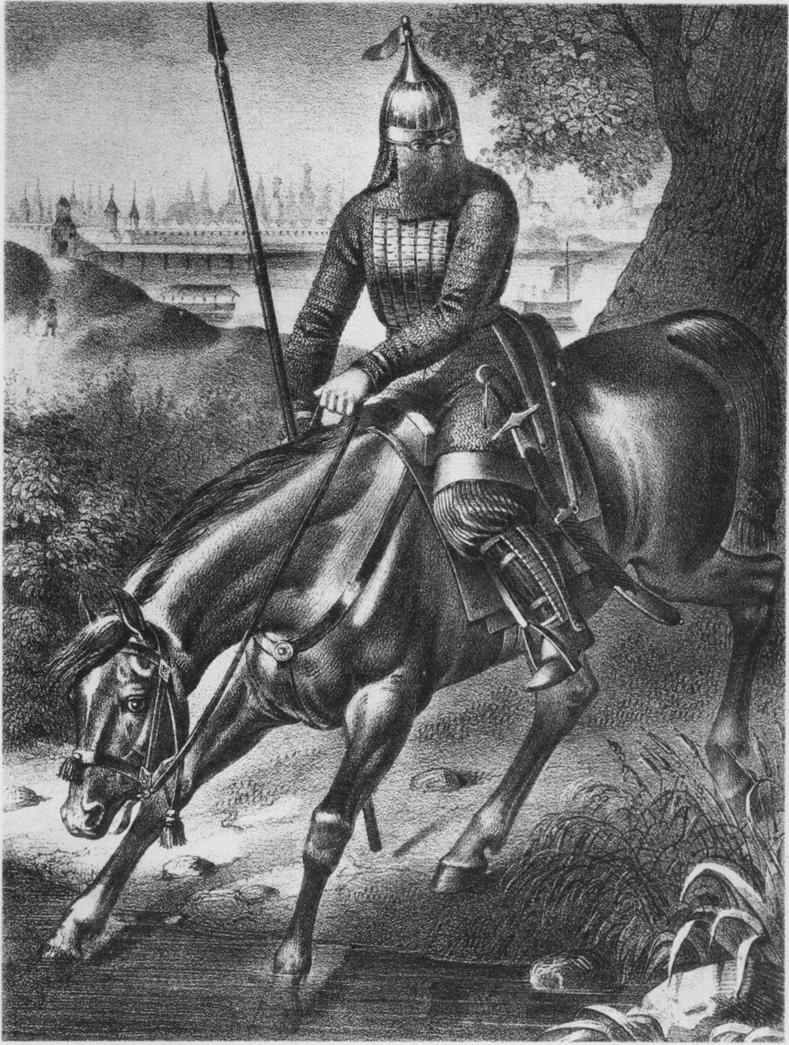
Русский всадник

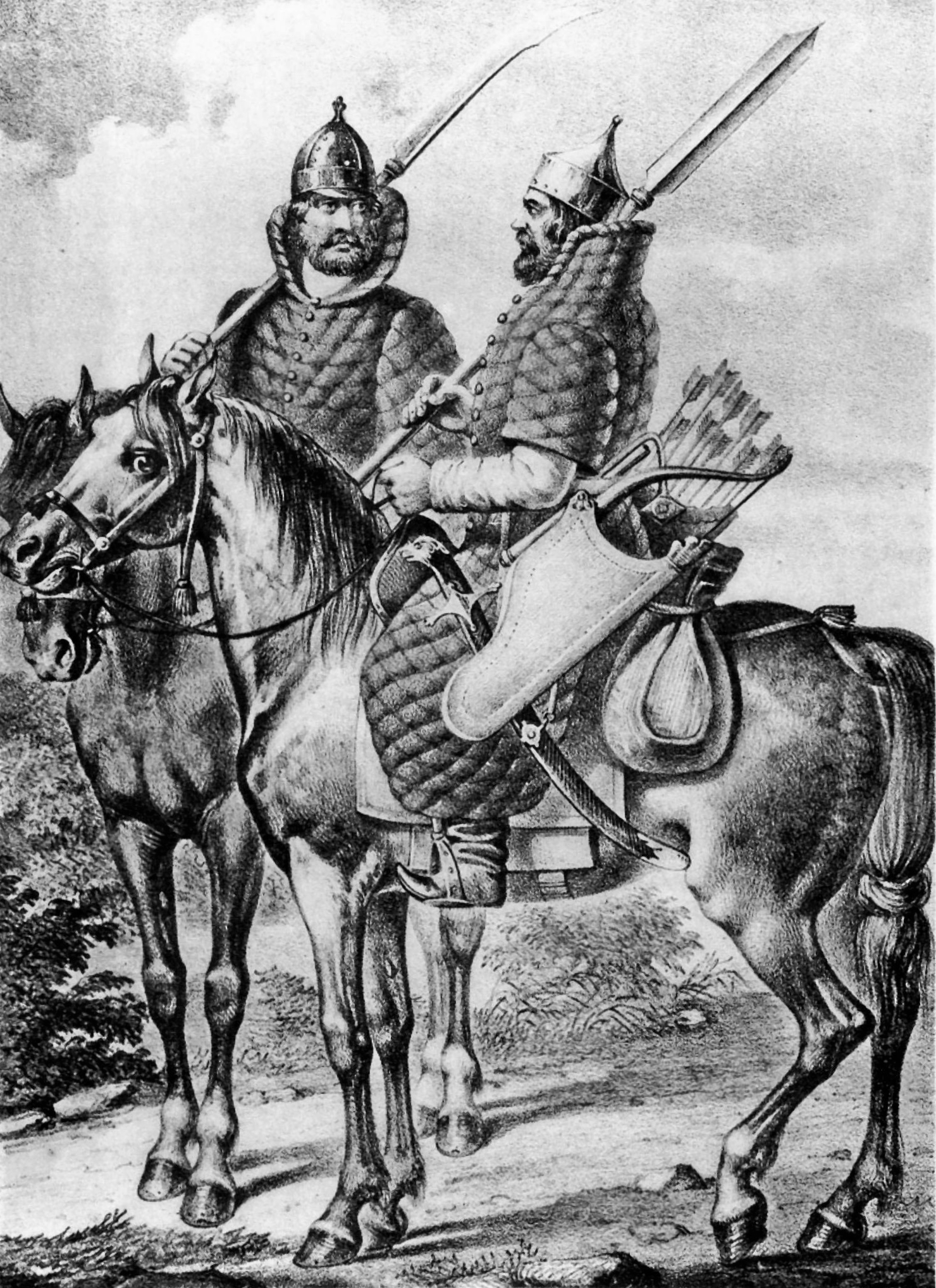
Ратники в тегиляях и шапках железных

Ертау́л или яртаул — название временного формирования (лёгкого войска, полка) для похода и боя (в военное время), в войске (вооружённых силах) Руси.
Выдвигался вперёд по движению войска в походе, с целью ограждения основных сил от разведки противника или его внезапного нападения, как передовая или головная охрана войск в XVI и, частично, в XVII веках. 
По современной военной терминологии ертаул — головная походная застава, разновидность временного формирования походного охранения.
В вооружённых силах России, до Петра Первого также именовался как передовой отряд, переды, разведочный (разведывательный) отряд, сторожевой отряд, охранный отряд, яртаульный полк (передовой или разъездной).
Ертаул был шестым полком в Русском войске во время совершения марша, выдвигался вперед войска для разведочных разъездов и охранения. В бою действовал по указанию своего воеводы. Имел свой стяг (знамя).
Численность личного состава ертаула была различна и зависела от поставленной задачи государем. 
Командовал ертаулом стольник назначенный воеводою — ертаульный воевода. Он был самостоятельным начальником, участвовал в военных советах, непосредственно сносился (общался) с разрядным приказом и имел право писать государю. При ертаульном воеводе состояли дьяки для переписки и ведения денежных расчётов, так называемые съезжие избы с судьями, дьяками, подьячими для производства суда и расправы в полку.

В ертаульном полку — стольники и воеводы князь Амурзин сын Черкасской, да стольник князь Петр княж Семенов сын Прозоровский.— ДПС V 370
Ертаул формировался не всегда, а по мере надобности, или, возможно, по наличию личного состава поместной конницы. Его функции (как и наоборот) мог выполнять передовой полк рати, поэтому в некоторых источниках он и определяется как передовой полк.

## История
И, зря на туск, на блеск червонца,
По солнцу иль противу солнца
Свой учреждаешь ертаул
И тайный ставишь караул.— Атаману и Войску Донскому, Гавриил Державин, май 1807 года
Впервые ертаул упоминается в начале XVI века. Введён в Рати (Русском войске) во время военной реформы Ивана IV (Иоанна IV). Собирался на время похода Русской рати, но мог и отсутствовать в походном строю, так в военной энциклопедии, 1911 — 1914 годов, указано что в Ливонском походе 1577 года его не было.
В Поместном войске (поместной дворянской коннице) временное формирование, передовая часть войска, отряд лёгкой конницы, яртоульный полк, также именовался как — ертоул, яртаул, яртаулы.
Термин произошёл от тюркского слова йортаул — передовой полк. Передовой полк (отряд) имел важное значение в походе и в бою, и был предназначен для разведки (изучения) местности и действий противника.

А как Государев поход бывает, тогды тех пять полков, да Государев полк великой избранных людей, где Государь сам идет. А прикажет полк держать ближнему своему боярину или двум, да с ним с Государем дела болшие и полковые.
А Яртаул идет перед всеми полками вперед, изо всех (полков) сотни посылают.
А за Ертаулом идет Передовой полк.
А за Передовым полком идет Правые руки полк.
А за тем сам Государь в своем полку идет.
А за Государем полк Болшой.
Да потом Левые руки полк и Сторожевой полк.
А покрыленя по обе стороны ото всех полков.— Из записки о Царском дворе, составленной для королевича Владислава Жигимонтовича, избранного на трон в 1610 году.
В случае похода войск, добавлялся Ертаул (разведывательный отряд). Он сформировывался либо из нескольких конных сотен, либо из лучших отборных ратников, отобранных из разных сотен, а иногда из личной охраны воеводы. Ертаул (ертоульный полк) шёл в походе впереди всей рати и выполнял разведывательные, сторожевые функции, и обычно первым вступал в бой, на него возлагались самые ответственные задачи, поэтому требовалась высокая скорость реакции и высокая боевая способность. Иногда ертаул совершал отход (ложное бегство), приводя преследующего его противника в засаду. В случае победы, как правило, именно ертаул совершал преследование разбитого противника и его разгром.
Очень хорошо действовал ертаул под Валком, а также под Мяделем, численностью личного состава около 1 000 всадников.
В источниках конца XVI века сообщают об украинской службе московских служилых людей: «А украинским воеводам всем во всех украинских городех государь велел стоять по своим местом по прежней росписи и в сход им быть по прежней росписи по полком; а как будет приход воинских людей на государевы украины, и государь велел быти в передовом в украинском полку».
Термин ещё существовал в период начала борьбы Петра I со шведами за русские земли, а позже в связи с совершенствованием русского военного дела, в период Петровских реформ в Русской армии, термин ертаул был заменён на западный манер — передовой стражей — авангардом. А во время Шведской войны Пётр I применил корволант — летучий корпус. В своём труде «Заря Полтавской победы — битва при Лесной» В. Артамонов считает, что корволант продолжает старую русско-тюркскую традицию создания летучего отряда — «ертаула», в который набирались всадники, отличавшиеся особой храбростью, военным умением и решительностью, и который не имел обоза.

## Состав
Ертаул (ертаульный полк) состоял из:
- съезжой избы (управления)
- нескольких сотен лёгкой конницы (в зависимости от потребностей похода)
- огнестрельного наряда (ертаульные пушки[6] — малокалиберная артиллерия)

Известны численности царского большого полка (походных ратей) по данным разрядных росписей, проанализированных историком О. А. Курбатовым.
| Год разряда | Наименование полков Русской походной рати | Наименование полков Русской походной рати | Наименование полков Русской походной рати | Наименование полков Русской походной рати | Наименование полков Русской походной рати | Общая численность личного состава |
| Год разряда | Большой                                   | Правой руки                               | Передовой                                 | Сторожевой                                | Левой руки                                | Общая численность личного состава |
| 1558        | 15 сотен                                  | 10 сотен                                  | 8 сотен                                   | 8 сотен                                   | 6 сотен                                   | 47 сотен                          |
| 1572        | 2 905                                     | 2 240                                     | 2 040                                     | 1 713                                     | 1 351                                     | 10 249                            |
| 1604        | 4 097                                     | 2 888                                     | 2 521                                     | 2 015                                     | 1 600                                     | 13 121                            |

## Известные командиры
- П. И. Шуйский (Казанский поход, 1547 год)
- И. В. Беклемишев (Шведский поход, 1549 год)
- П. В. Шереметев (Польский поход 1654 год, Шведский поход 1656 год)
- В. Ю. Голицын (Шведский поход, 1572 год)

## Этимология
Ертау́л (др.-рус. єртулъ, єртоулъ) — название разведывательных отрядов (полков) происходит от чагат. jortağul‎, что значит «конный отряд, посылаемый для угона скота и вообще для добычи и для грабежа».